# Paratissa neotropica
Paratissa neotropica är en tvåvingeart som beskrevs av Wayne N. Mathis 1993. Paratissa neotropica ingår i släktet Paratissa och familjen vattenflugor.
Artens utbredningsområde är Belize. Inga underarter finns listade i Catalogue of Life.